# 兵庫県道251号赤花薬王寺線
兵庫県道251号赤花薬王寺線（ひょうごけんどう251ごう あかばなやくおうじせん）は、兵庫県豊岡市を通る一般県道である。

## 概要
豊岡市但東町赤花から豊岡市但東町薬王寺に至る。

### 路線データ
- 起点：豊岡市但東町赤花（京都府道・兵庫県道701号加悦但東線交点
- 終点：豊岡市但東町薬王寺（兵庫県道・京都府道63号山東大江線交点）
- 総延長：8.312 km

## 地理

### 通過する自治体
- 豊岡市

### 交差する道路
| 交差する道路                      | 交差する場所 | 交差する場所 |
| --------------------------------- | ------------ | ------------ |
| 京都府道・兵庫県道701号加悦但東線 | 但東町赤花   | 起点         |
| 兵庫県道・京都府道63号山東大江線  | 但東町薬王寺 | 終点         |

### 沿線
- 赤花川
- 薬王寺川

### 峠
- 薬王寺峠（豊岡市）